# 救急戰隊GoGo V 衝突！新出現的超戰士
《救急戰隊GOGO V 衝突! 新出現的超戰士》（原文：救急戦隊ゴーゴーファイブ 激突!新たなる超戦士）。是於1999年7月9日發售的超級戰隊系列V-cinema。

## 概要
超級戰隊VS系列以來，首支由單獨戰隊所演出的作品。同時也是第一部劇集還在上映就推出的原創OV。
宮村優子所飾演的速瀨京子更著裝為本作第六位戰士「席克貞德」（此作限定）。另外，本作品另一賣點為曾演出過『五星戰隊大連者』的龍連者演員和田圭市回歸飾演GOGO V的對手戰士‧席克。
戰隊V-cinema首次掛名朝日電視台。

## 原創角色

### 獸魔獵人‧席克
追捕宇宙的破壞魔「獸魔一族」之王格爾魔亞而來到地球的獸魔獵人。因故鄉星球被格爾魔亞毀滅，而在宇宙間流浪的宇宙戰士。可以為了替死去的同伴報仇連命都能不要的性格，在一開始便與GOGO V等人建立敵對的關係。與格爾摩亞的戰鬥中，腹部遭到嚴重致命傷，雖然因此見識到了纏那強大的毅力與精神力，但最後仍不敵傷勢惡化而死。在死前最後一刻，將全身能量化為一綠水晶交給了京子。
裝甲席克
席克著裝金色強化服‧零式戰甲之姿。利用綠水晶為變身媒介，喊出「零式戰甲!」後便能著裝完成。獸魔獵人的基本裝備的槍‧席克機槍，擁有能夠一舉摧毀格爾魔亞盾牌的強力火箭砲‧席克衝擊砲，輕鬆斬斷鋼鐵的劍‧席克刃，能將這三種武器自在靈活地使用。
席克貞德
速瀨京子利用席克所託付的綠水晶變身而成的型態。使用武器為席克機槍。於千鈞一髮之際解救了GOGO V，並成為了勝利陽炎的能量來源。與席克的戰甲部分有著些許不同，頭盔也多了小片遮陽鏡，而非席克的全黑護目鏡，臉是暴露在外的。格爾魔亞被擊敗後，綠水晶就像完成任務般，逕自粉碎了，部分水晶碎片被京子做成了用來感懷席克的項鍊。

### 獸魔王‧格爾魔亞
和災魔一族將宇宙勢力瓜分為二的強大魔族獸魔一族之長，具有能與大魔女‧格蘭狄努匹敵之威力的獸魔王。在遠古時代，宇宙誕生之時，負面能量分別分裂成代表月亮的陰影‧影之劍Shadow Sword以及象徵太陽的黑暗‧闇之劍Dark Sword，格爾魔亞便以這兩把劍為其武器，同時也是格爾魔亞之力量來源。

但其中的「闇之劍」因為莉莉雅的犧牲與席克苦惱的決定而被打飛到了地球，失去力量和劍的格爾魔亞就這樣朝地球襲來。即使在不完全的狀態下，卻依然能靠著殘存的力量和GOGO V們戰成勢均力敵。不完全體型態時，右手拿著「影之劍」為武器，左手拿著護盾。朝地球襲來後，與GOGO V和席克三方進行了戰鬥，最後還與災魔一族達成協議，聯手一同對抗GOGO V。相對於災魔一族的惡魔姿態，格爾魔亞的外型卻如同天使般，但當取回了力量後，惡魔本性即表露無疑。左手拿著影之劍，右手拿著闇之劍時，大量的負面能量引流到格爾魔亞體內使之巨大化，墮天使的臉部皮膚開始龜裂、剝落，其完全體真面目是招致災禍的凶獸。巨大戰中，GOGO V操縱著列車霸王戰鬥，卻被格爾魔亞壓著打，後席克貞德將自己的力量與勇氣之劍結合，靠著勝利金剛的必殺技勝利陽炎（以及席克的綠水晶能量）成功打敗格爾魔亞。

名字來源為安哥爾‧摩亞大王。

## 登場人物
| 角色                 | 演員       | 台配   | 港配 |
| -------------------- | ---------- | ------ | ---- |
| 巽纏（Go Red）       | 西岡龍一朗 | 符爽   |      |
| 巽流水（Go Blue）    | 谷口賢志   |        |      |
| 巽鐘（Go Green）     | 原田篤     |        |      |
| 巽大門（Go Yellow）  | 柴田賢志   | 李景唐 |      |
| 巽祭 （Go Pink）     | 坂口望二香 | 詹雅菁 |      |
| 巽世界               | マイク眞木 | 符爽   |      |
| 速瀨京子（席克貞德） | 宮村優子   | 汪世瑋 |      |
| 邪靈姬‧蒂娜絲        | 平澤草     | 汪世瑋 |      |
| 獸魔獵人‧席克        | 和田圭市   | 李景唐 |      |
| 角色                 | 聲優       | 台配   |      |
| 分析機器人‧米特      | 相田莎也加 | 詹雅菁 |      |
| 大魔女‧格蘭狄努      | 山田美穗   |        |      |
| 冥王‧吉爾菲瑟        | 中村大樹   | 符爽   |      |
| 獸男爵‧哥波魯達      | 乃村健次   |        |      |
| 童鬼‧德羅布          | 闇村悠之介 |        |      |
| 咒語師‧皮耶魯        | 松野太紀   |        |      |
| 獸魔王‧格爾魔亞      | 稻田徹     | 曹冀魯 |      |

## 幕後人員
- 原作：八手三郎
- 監督：渡辺勝也
- 脚本：武上純希
- 音楽：渡辺俊幸
- 撮影：大沢信吾
- 動作監督：竹田道弘、宮崎剛
- 照明：才木勝
- 計測：内田良一
- 操演：船越幹雄
- 記録：森みどり
- 美術：大嶋修一
- 録音：石川孝
- 編輯：洲崎千恵子
- 音響効果：眞道正樹（原田サウンド）
- 選曲：宮葉勝行
- 製作：朝日電視台、東映